# Город партизанской славы
«Го́род партиза́нской сла́вы» (для населённых пунктов, не имеющих статуса города, используются варианты «Посёлок партизанской славы», «Село партизанской славы», «Населённый пункт партизанской славы») — региональное почётное звание, присваиваемое населённым пунктам Брянской области, «на территории которых или в непосредственной близости от которых в ходе партизанского движения партизанами и подпольщиками совершены подвиги в борьбе с немецко-фашистскими оккупантами, проявлены мужество, стойкость и массовый героизм».
Порядок представления к присвоению почётного звания, порядок присвоения почётного звания и права населённых пунктов, удостоенных данного почётного звания, установлены Законом Брянской области № 73-З от 8 октября 2010 года, вступившим в силу с 1 января 2011 года.
Неофициальное использование звания «Город партизанской славы» началось ещё в середине 1960-х годов; первоначально это звание использовалось непосредственно городом Брянском, что увековечено в памятном знаке при въезде в Брянск со стороны Орла (установлен в 1971 году). С присвоением Брянску звания «Город воинской славы» (2010), слоган «Брянск — город партизанской славы» не вышел из употребления.
В январе 2011 года в Брянскую областную думу были направлены первые представления к официальному присвоению почётного звания «Город партизанской славы» — городу Дятьково и «Посёлок партизанской славы» — посёлку Сеща. Оба населённых пункта были удостоены почётных званий 28 апреля 2011 года.
28 июня 2012 года звания «Посёлок партизанской славы» удостоена Клетня, и звания «Село партизанской славы» — село Хинель Севского района.
30 мая 2013 года звания «Посёлок партизанской славы» удостоена Белая Берёзка, и звания «Село партизанской славы» — село Журиничи Брянского района.
Неофициальное звание «Город партизанской славы» используется и некоторыми другими городами — например, украинским Путивлем.